# Kaira tulua
Espèce
Kaira tulua est une espèce d'araignées aranéomorphes de la famille des Araneidae.

## Distribution
Cette espèce est endémique du département de Valle del Cauca en Colombie,.

## Description
La femelle holotype mesure 7,0 mm.

## Étymologie
Son nom d'espèce lui a été donné en référence au lieu de sa découverte, le Río Tuluá (es).

## Publication originale
- Levi, 1993 : The orb-weaver genus Kaira (Araneae: Araneidae). Journal of Arachnology, vol. 21, p. 209-225 (texte intégral).